# Eugenio Amorós Sirvent
Eugenio Amorós Sirvent (València, ca.1862 - ?, segle XX) fou un professor i compositor valencià.
Eugenio Amorós Sirvent va néixer a Bétera, una població molt pròxima a València, el 1862. Era el menor de quatre germans, entre ells Amancio Amorós, també músic i professor.
La primera dada que coneixem sobre aquest músic és que el 12 d'octubre de 1871 va ingressar com a escolà a la catedral de València, quan tenia 9 anys. Sembla que va exercir com a professor de música tota la seva vida a l'escola de Sant Josep dels pares jesuïtes.

## Obres[1]
- A la lid, caballeros de Cristo.
- Adiós, ilustre José.
- Bendita sea tu pureza.
- Bendita tú mil veces.
- Circuncidan y ofrecen.
- Dejar decide la compañía.
- Dios excelso.
- Dominus regit me.
- Dulcísimo y amabilísmo.
- Es verdad que el mundo.
- Escuela de perfección.
- Ferviente elevemos al cielo la voz.
- Oh bella esperanza mía.
- Oh sol de mis amores.
- Panis angelicus.
- Pues sois ave.
- Pues sois el más celebrado.
- Virgen de Gracia bendita.
- Volcán de amor.